# Avnbøl
Avnbøl er en landsby i Sønderjylland med 390 indbyggere  (2024). Avnbøl er beliggende en kilometer sydvest for Ullerup og 14 kilometer nordvest for Sønderborg. Bebyggelsen tilhører Sønderborg Kommune og er beliggende i Region Syddanmark. Landsbyen hører til Ullerup Sogn. Sønderborgmotorvejen har et tilslutningsanlæg syd for Avnbøl.
Avnbøl-Ullerup Landsbylaug er et frivilligt laug som er talerør for beboerne i Avnbøl – Ullerup. Lauget udgiver lokalbladet - AU-Posten, som udkommer 4 gange om året.
Familiekollektivet Langagergård har eksisteret siden 1989 og er privat ejet. Der er plads til 10 beboere og til ca. 10-12 brugere i dagafdelingen. Kollektivet råder endvidere over Mellemhuset på Rufasvej, som har plads til 6 beboere, der er lidt mere velfungerende end beboerne på Langagergård. Målgruppen er tidligere psykiatriske patienter med psykiske lidelser, i aldersgruppen fra 18 år og op til 52 år.
Skoven Avnbøl Sned ca. 1,5 km øst for Avnbøl har et areal på 44 ha. Den er hovedsageligt bevokset med bøg, men også med lidt eg, ask,ær og bambus. Terrænet er bølget med flere fugtige lavninger. Indtil ca. år 1920 var der en danseplads i skoven. Her rejste man hvert år telt og festede. I 2010 genskabte Naturstyrelsen i samarbejde med Avnbøl-Ullerup Landsbylaug en ny danseplads i skoven med borde, bænke og bålsted. I Avnbøl Sned findes 2 gravhøje i skovens nordveslige ende samt en langdysse i den sydveslige del.
Sundeved Lokalarkiv der har lokaler på den tidligere Bakkensbro skole er en sammenlægning i 1992 af de tre sognearkiver i Vester Sottrup, Ullerup og Nybøl, der startede i 1960'erne.
- Avnbøløstenvej med to nu nedlagte dagligvarerbutikker
- Den nedlagte Avnbøl Station

## Historie
Avnbøl Mølle var en hollandsk vindmølle opført i 1876 ved Truenbrovej 14 af møller Henrik Reggelsen. 1898 overtog Nicolai Madsen (1871-1938) møllen, hvis familie har drevet vindmøllen og senere mølleriet indtil 1960erne.  Nicolai Madsen monterede først som hjælpekraft en damplokomobil, senere en Deutz sugemotor og 1937 en elmotor. Af møllemaskiner var der 4 kværne, 2 havrevalser, sigteri, skallemaskine og et sædekornsrenseri. Den 1. december 1943 overtog sønnen Thomas Madsen møllen. Den samme nat brændte møllen. Møllen blev ikke genrejst, men der blev i stedet bygget en to etagers motormølle med omtrent det samme antal maskiner. Indtil 1960erne var Avnbøl Mølle en arbejdende mølle. Sønnen Henning Nicolai Madsen (1944-2014) overtog senere bygningerne og havde indtil 2012 en dyrefoderforretning i møllebygningen. 
Avnbøl Andelsmejeri blev oprettet i 1892. Den første mejeribestyrer var Claus Jensen, et hverv som han bestred i 45 år. Han fik 1.500 mark i årsløn, men ud af denne løn skulle han selv udrede løn til en mejerske og en lærling.
Avnbøl Station åbnede i forbindelse med Sønderborgbanens åbning den 15. juni 1901 sammen med banens øvrige stationer. Avnbøl Station blev degraderet til status som trinbræt i 1966 og fra 1974 gjorde togene ikke længere holdt her. Selve stationsbygningen blev solgt til private i 1971 og eksisterer stadig.
Avnbøl-Ullerup vandværk. 1934 blev en kreds af borgere i Avnbøl og Ullerup enige at få etableret et fælles vandværk. Den 29. oktober 1934 mødte 15 interessenter op på den gamle kro i Avnbøl til den stiftende generalforsamling.
De to vandværksforeninger blev enige om at opføre en fælles pumpestation midt imellem de to byer. Hver vandværksforening betalte sit eget ledningsnet og førte sit eget regnskab. Den 26. oktober 1940, blev de to foreninger sammensluttet. 2013 blev der pumpet 146.174.000 liter vand op til Avnbøl, Ullerup og omegns forbrugere.
Bakkensbro Skole blev opført i 1951/52 og fik dengang navnet ”Avnbøl-Ullerup skole”. Den afløste skolen i Avnbøl og skolen i Ullerup. 1959 blev skolen omdøbt til Bakkensbro skole. 1961 blev skolen udvidet med 5 klasseværelser, folke- og skolebibliotek og fysiklokale. 2008 overtog Nydamskolen 7. klasse, så Bakkensbro skole herefter havde ca. 100 elever fordelt fra 0 til 6 klasse. Den 28. juni 2013 mødte alle Bakkensbro Skoles elever og ansatte for sidste gang på den lille folkeskole i Ullerup. 97 af eleverne og de fleste blev overflyttet til Nydamskolen i Vester Sottrup.